# Metaporus meridionalis
Metaporus meridionalis är en skalbaggsart som först beskrevs av Aubé 1838.  Metaporus meridionalis ingår i släktet Metaporus och familjen dykare. Inga underarter finns listade i Catalogue of Life.